# إنريكي كوراليس
إنريكي كوراليس مارتن (بالإسبانية: Enrique Corrales) (مواليد 1 مارس 1982 في إشبيلية - إسبانيا) لاعب كرة قدم إسباني يلعب في مركز الظهير الأيسر .

## روابط خارجية
- إنريكي كوراليس على موقع الاتحاد الدولي (مؤرشف)  (الإنجليزية)
- إنريكي كوراليس على موقع قاعدة بيانات كرة القدم.إي يو (الإنجليزية)
- إنريكي كوراليس على موقع Soccerway.com (الإنجليزية)
- إنريكي كوراليس على موقع كووورة
- إنريكي كوراليس على موقع AS.com (الإسبانية)